# Roland Haas
Roland Haas (* 1958 in Bludenz) ist ein österreichischer Künstler.

## Leben
Haas belegte 1977/1978 ein Architekturstudium an der Technischen Universität Graz und von 1978 bis 1984 an der Akademie der Bildenden Künste Wien. Nach dem Diplom für Malerei und einer Lehramtsprüfung in Bildnerischer Erziehung und Werkerziehung war er 1994 bis 1996 und 2000 bis 2009 künstlerischer Leiter der Malakademie Schloss Goldegg. 
1996 war er Mitbegründer des Kunstforums Montafon und dessen künstlerischer Leiter. Seit 1998 ist er Projektleiter der SilvrettAteliers, künstlerische Symposien/Bielerhöhe und unterrichtet unter anderem an der Akademie Wildkogel und der EKA Trier. 2001 war Haas Gastdozent an der „Glassell School of Art“, Houston, Texas. 
Seit 2013 ist er als Lehrer für Bildnerische Erziehung und Werkerziehung am BG Gallus in Bregenz tätig.

## Kunst
Roland Haas widmet sich in seinem künstlerischen Schaffen der klassischen und experimentellen Aquarell- und Acrylmalerei, sowie „Landart“, einem Kunstprojekt, in dessen Mittelpunkt Spiegelungen von Farben, Formen und Strukturen von archetypischen Landschaftsszenarien stehen. Gemeinsam mit Architekten realisiert Haas auch Kunst- und Bauprojekte.

## Ausstellungen
- 2005: Spurensicherung, Galerie Akum, Wien
- 2005: inner diaries, Schloss Goldegg, Salzburg
- 2007: Unserer Natur liegt in der Bewegung (völlige Ruhe ist der Tod), Kunstforum Montafon
- 2007/2008: Kindheit – Dialog, Kunst im Rohnerhaus, Lauterach
- 2009: hoch hinauf – Alpinismus in der zeitgenössischen Kunst, Kunstforum Montafon
- 2009: Schnee. Rohstoff der Kunst, Vorarlberger Landesmuseums Bregenz
- 2009: SilvrettAtelier 2008, Palais Liechtenstein Feldkirch
- 2009: Ausstellung im Künstlerhaus Bregenz
- 2020: Erinnern. 75 Jahre danach, Kunstforum Montafon, Schruns
- 2020: Me. Myself and I, Europäische Kunstakademie Trier
- 2021: 2000 m über dem Meer. Vorarlberg, Silvretta und die Kunst, Vorarlberg Museum, Bregenz

## Publikationen
- Montafon. Aquarelle von Roland Haas. Mit Texten von Marion Kotula. Haas, Vandans 1994, ISBN 3-901037-01-2.